# 石屋町通り

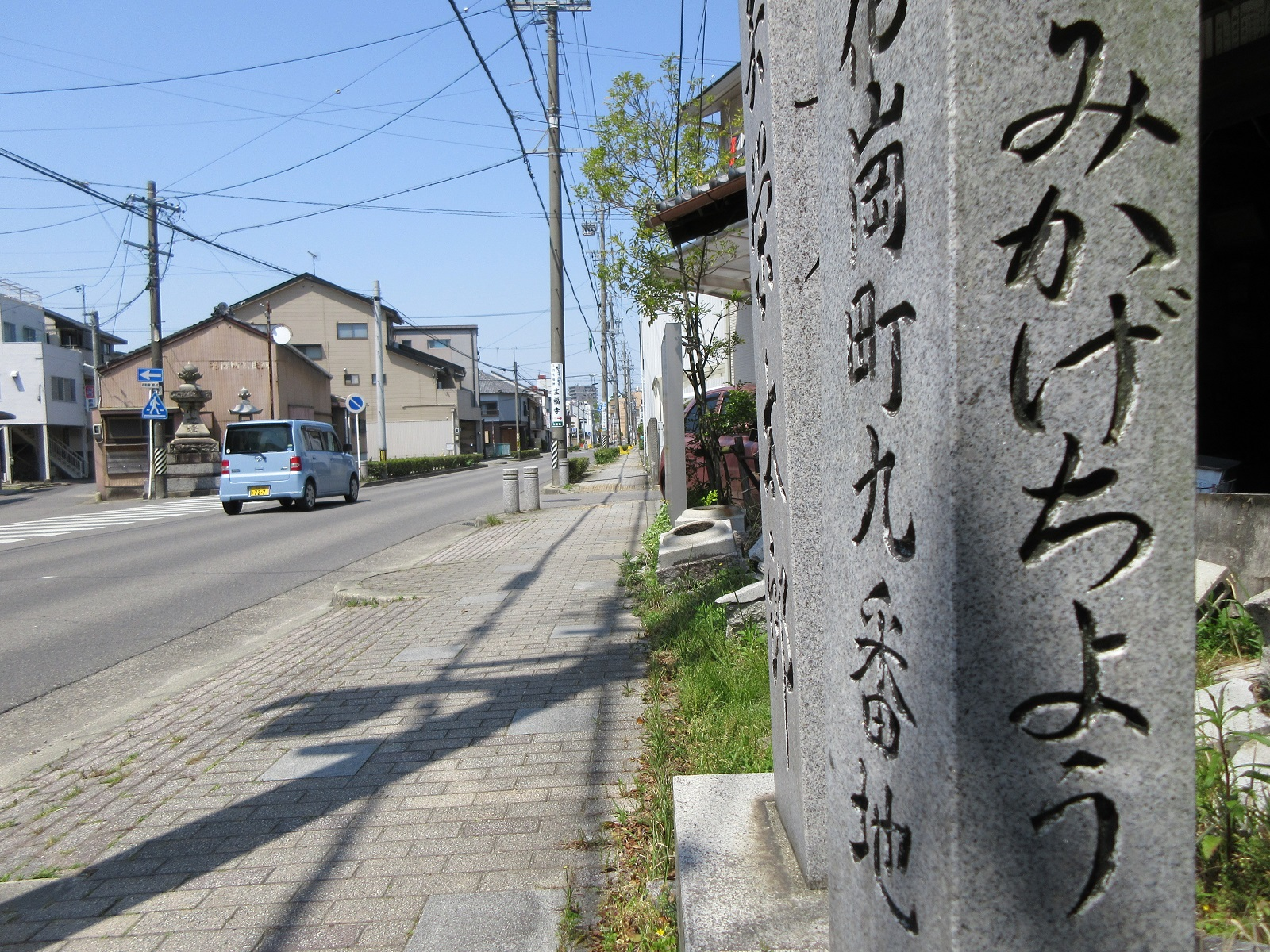
石屋町通り。伝馬交番付近にて

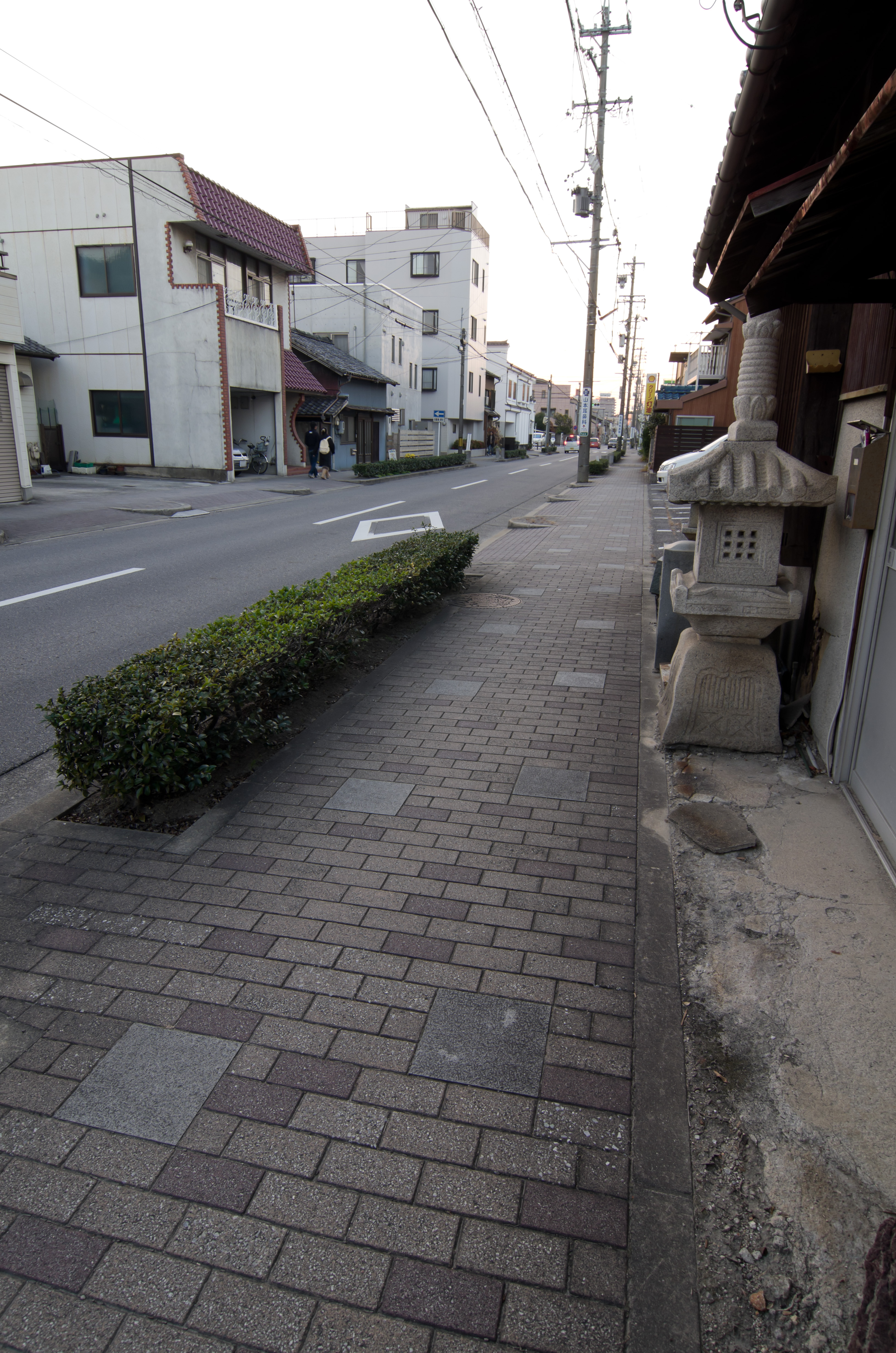
石屋町通りの歩道

石屋町通り（いしやまちどおり）とは、愛知県岡崎市の花崗町等の町を東西に通る道路の通称名である。

## 石屋町の歴史
豊臣秀吉によって徳川家康が関東に移封され、田中吉政が城主となった天正18年（1590年）、東海道の経路を城下を通るように変更し、岡崎城を大改修するとともに、本格的に城下町を整備した。
泉州岸和田より、石工の春木某一党を招聘して石工事に従事させ、随念寺の門前に住まいを与えて手厚く保護した。これが石都岡崎の起源とされている。ここから随念寺界隈は石屋町とも石切町とも呼ばれるようになった。
岡崎に石材加工業が発展したのには、宿場町という地の利も大きく作用した。東海道を往来する人々が石工品を直接見る機会が多く、諸大名が参勤交代のときに、徳川家にゆかりのある神社仏閣へ、石屋町で買い求めた灯籠を奉納した。
石屋町で作られた石製品は、菅生川の土場から舟運によって矢作川を南に下り、「平坂湊」に運ばれた。ここから千石船に積み替えられ、江戸など遠くの地に運ばれた。
陸路で重たい石製品を大量に運ぶ手段がない近世に、このように舟運を活用することができた岡崎の立地条件が、石の町岡崎を形成した大きな要因であるといえる。
戦後、岡崎の都市整備推進や石材加工の機械化の進展に伴い、騒音・粉塵の問題が発生したため、花崗町の石屋の多くは郊外の石製品工業団地へ移転することとなった。現在では稲熊町と上佐々木町に造成された二つの石工団地と、市内各所に散在する業者の組合があり、石のまち岡崎の伝統が継続されている。

## 石屋町通りのデザイン
籠田公園北西交差点から曙町一丁目交差点までの全線（約600m区間）において、歩道に正方形の花崗岩が点々とあしらわれている。

## 周辺の道
- 連尺通り（岡崎市、籠田公園北西交差点）
- 市民会館通り（岡崎市、籠田公園北西交差点）
- モダン道路（岡崎市、伝馬交番南東交差点）
- 門前通り（岡崎市）
- 別院前通り（岡崎市、曙町一丁目差点）

## 沿線・周辺
- 誓願寺
- 宝福寺
- 花崗町公民館
- 愛知県警察岡崎警察署伝馬交番
- 円頓寺
- 随念寺